# 安提莫尼 (犹他州)
安提莫尼是美国犹他州加菲尔德县下属的一个镇。根据2000年美国人口普查，全镇有122人，相比1990年的83人有一定增长。

## 地理
安提莫尼镇位于38°5′45″N 111°58′23″W / 38.09583°N 111.97306°W。
根据美国人口调查局的报告，此镇的面积为10.1平方英里（26.2 km²）。